# Norikatsu Saikawa
Norikatsu Saikawa (jap. 齋川哲克 Saikawa Norikatsu; ur. 11 marca 1986) – japoński zapaśnik w stylu klasycznym. Olimpijczyk z Londynu 2012, gdzie zajął siedemnaste miejsce w kategorii 96 kg.
Piąte miejsce na mistrzostwach świata w 2013. Trzeci na igrzyskach azjatyckich w 2014 i jedenasty w 2010. Srebrny medal na mistrzostwach Azji w 2010 i brązowy w 2015 roku.